# 김재철 (1953년)
김재철(金在哲, 1953년 12월 18일~)은 대한민국 언론인 출신 정치인, 현재는 공연 제작자이다. 지난날 제29·30대 MBC 사장을 지냈다.

## 경력
- 1979년: MBC 보도국 편집부 기자
- MBC 보도국 카메라취재부 기자
- MBC 보도국 정치부 기자
- 1996년: MBC 보도국 국제부 해외특파원 차장
- 1997년~1999년: MBC 보도국 사회2부 부장
- MBC 수도권부장
- 1999년~2000년: MBC보도국 국제부장
- 2000년~2001년: MBC 논설위원
- 2002년~2004년: MBC 시사제작1국 부국장
- 2004년: MBC 보도국 부국장
- 2004년~2005년: MBC 보도제작국 국장
- 2005년: 울산MBC 사장
- 2008년~2010년: 청주MBC 사장
- 2010년~2013년: MBC 사장
- 한나라당 촉탁위원
- 한나라당 상임위원
- 2014년~2017년: 새누리당
- 새누리당 상임위원
- 새누리당 전임위원
- 자유한국당 전임위원
- 2017년: 자유한국당 경남 사천시·남해군·하동군 지역위원장
- 2018년 6월: 김태호 경남도지사 후보 선거대책위원회 문화예술특별위원장
- 가산오광대 후원회 회장
- 뮤지컬 감독 겸 연극연출가
- 단디해라 TV 유튜버
- 자유한국당 언론·홍보 특별보좌역
- 사단법인 대한노인회 고문

## 무대 연출 작품

### 뮤지컬
- 《문무대왕》(2019년)

## 학력
- 삼천포초등학교(전학)→남부민초등학교 졸업
- 대광중학교 졸업
- 대광고등학교 졸업
- 고려대학교 사학과 학사
- 웨일스 대학교 대학원 매스커뮤니케이션학과 언론학 석사

## 범죄 사실

### 법인카드 유용
2012년 MBC 노조 총파업 투쟁 과정에서, MBC 노동조합은 무용가 J와 J의 친오빠에 대한 특혜지원 비리가 드러났다고 주장하며, 김재철을 특정 경제범죄 가중처벌법상 업무상 배임 등의 혐의로 고소하였다. 경찰은 2013년 1월 15일 무혐의 의견으로 검찰에 사건을 송치했다. 감사원은 2013년 2월 MBC의 대주주인 방문진에 대해 감사를 벌이면서 김 전 사장에게 3차례에 걸쳐 예산 세부 내역서와 법인카드 사용 내역 등 자료제출을 요구했다가 거부당하자 감사원법 위반 혐의로 고발했다. 서울남부지검은 2013년 12월 법인카드 사용 금액 가운데 일부인 1천100만원에 대한 업무상 배임 혐의와 감사원법 위반 혐의만을 인정해 김 전 사장을 약식 기소했지만 법원은 김 전 사장을 정식 재판에 회부했고, 1심 재판부는 2015년 2월 13일 징역 6개월에 집행유예 2년을 선고했다.

### 방송 장악 공모 및 노조 부당 개입
2018년 1월 17일 서울중앙지방검찰청은 김재철을 국가정보원법위반(직권남용), 업무방해, 노동조합및노동관계조정법위반 혐의로 불구속 기소하였다. 문화방송(MBC) 사장이던 김재철은 원세훈 국가정보원장과 공모하여 MBC의 정부 비판적 방송 프로그램을 폐지하고 MBC 경영진 및 국장급 이상 간부진을 교체하는 등의 행위를 하였다. 김재철은 국가정보원 관여 하에 <PD수첩> 제작진에게 부당한 인사조치를 하여 방송 제작에서 배제하였으며, <세계는 그리고 우리는> 진행자인 김미화를 진행자 지위에서 박탈하였고, 연기자 김여진의 <손석희의 시선집중> 프로그램 출연을 금지시켜 방송 제작, 진행, 출연에 관한 권리행사와 업무수행을 방해하였다(국가정보원법위반(직권남용), 업무방해). 또한 2012년 8월~2013년 5월 경에는 파업을 하였던 96명의 MBC 노동조합원들에게 방송 활동과 무관한 교육·재교육·재재교육 등을 명령하여 노동조합 운영 및 활동에 부당하게 개입하였다.(노동조합및노동관계조정법위반)

## 논란
김재철 사장은 이명박 대통령과 같은 고려대학교 출신으로, 정치부 기자 시절부터 이명박(당시 국회의원)과 각별한 친분을 쌓아온 것으로 알려져, 사장으로 내정되었을 때 정치적 편향성 논란이 있었다.
2013년 3월 26일 방송문화진흥회는 임시이사회를 소집하여, 이사 9명 중 찬성 5표, 반대 4표로 김재철의 MBC 사장직 해임안을 가결시켰다. 방문진은 김재철 해임의 이유로 방문진을 무시하고 임원 인사를 일방적으로 내정하여 발표한 것을 들었다. 역대 9명의 MBC 사장 중 임기 도중 해임당한 것은 김재철이 처음이다. 이것은 주주총회에서 확정이 되어야 해임이 되는데 김재철은 3월 27일 사퇴서를 냈다. 김재철이 주주총회가 열리기 전 사퇴서를 낸 것에 대해 퇴직금을 지키기 위한 것이라는 의혹이 있다. 퇴직금은 3억원에 이르는 것으로 알려졌다.

## 6.4 지방선거 출마
사퇴 이후 김재철 前 사장은 2014년 2월 18일 새누리당에 입당하여 6.4 지방선거 경남 사천시장 예비후보로 출마하였지만 시장후보 경선에서 불과 96표를 얻으며 현직 시장인 정만규 후보에게 패하였다.

## 기타
2019년 이언주 무소속 국회의원이 선언한 애국 삭발 투쟁에 동참하였다.